# Rõhu
Rõhu est un village de la Commune de Tähtvere du comté de Tartu en Estonie.
Au 31 décembre 2011, il compte 169 habitants.